# 皮耶韦-波托莫罗内
皮耶韦-波托莫罗内（義大利語：Pieve Porto Morone），是意大利帕维亚省的一个市镇。总面积16平方公里，人口2804人，人口密度175.3人/平方公里（2009年）。国家统计（ISTAT）代码为018114。